# 藍光光碟聯盟

藍光應用層架構

藍光光碟聯盟（英文：Blu-ray Disc Association，英文簡稱BDA），成立於2002年2月19日，最初由SONY及松下電器等九間企業組成的一個聯盟，負責制定及開發次世代之光碟格式「藍光光碟」（Blu-ray Disc）的定義、規則、系統、應用及未來發展等，現時會員已經超過250間企業。

## 沿革
| 日期           | 事件 |
| -------------- | --- |
| 2002年2月19日  | 九間主要的電子產品公司：SONY、松下電器、三星電子、先鋒公司、三菱、飛利浦、日立、LG及湯姆遜跟國際組織DVD Forum存在嚴重分歧，九間企業認為下一代光碟格式必須以新的方式運行，不應該再以DVD-ROM為基礎而發展，於是以索尼為首的九間企業決定組成新的聯盟。同年5月，藍光光碟聯盟的前身：「Blu-ray Disc Founders」正式成立，負責制定及開發藍光光碟。                      |
| 2004年5月18日  | 「Blu-ray Disc Founders」正式更改名稱為「藍光光碟聯盟」（Blu-ray Disc Association）。由於藍光光碟的強大容量及更快的讀取速度，很多世界知名的企業相繼加入藍光光碟聯盟，包括蘋果公司、DELL、TDK、HP等等。 |
| 2007年8月20日  | 派拉蒙（Paramount）電影公司由原先同時支持藍光光碟及HD-DVD，改為以HD-DVD作為派拉蒙唯一認可的高清電影存儲光碟，同時宣佈派拉蒙旗下的夢工場、夢工場動畫SKG、派拉蒙優勢、Nickelodeon Movies以及MTV電影等子公司轉為只支持HD-DVD。派拉蒙電影公司高層透過Viacom承認，派拉蒙共收取了HD-DVD陣營的1億5千萬美元，以提供一年半之HD-DVD獨佔權，款項以現金及未來收益分帳支付。 |
| 2007年9月1日   | 藍光光碟聯盟於德國柏林國際消費電子產品展（IFA）上宣佈，藍光光碟目前已經壓倒性佔有日本90%的高清市場，在歐洲地區藍光光碟的銷量也一直以3：1的比例領先於HD-DVD，在美國也有超過66%的高清影碟市場被藍光光碟佔據。同時展場內，中國華錄跟台灣的宏碁兩家公司正式加入藍光光碟聯盟，並向藍光光碟聯盟申請在中國開設藍光光碟生產線。                                         |
| 2008年1月8日   | 金融時報（Financial Times）報導派拉蒙電影公司正考慮行使與HD-DVD陣營的獨佔協議中，「如華納兄弟放棄HD-DVD陣營，派拉蒙可以跟隨離開」的一項條款，重新返回藍光光碟聯盟。微軟（Microsoft）則表示將來公司採用那種格式，只會交由消費者的抉擇。 |
| 2008年1月9日   | 時代華納另一附屬公司HBO跟隨華納兄弟的決定，將會停止HD-DVD影碟的發行。 |
| 2008年1月28日  | 英國Woolworths Group PLC宣佈，根據07年聖誕假期的銷售數字，藍光光碟大幅度以九比一的銷售數量領先HD DVD，所以決定全線商店即日開始只出售藍光光碟的影碟。 |
| 2008年2月11日  | 美國大型連鎖零售商Best Buy宣佈，為了避免消費者在選擇次世代光碟格式播放器時感到困惑，決定全線商店即日開始全力支持藍光光碟的播放器、影碟及相關產品，使消費者正確掌握高清娛樂的內容。同日，線上影碟商店Netflix亦作出同樣的決定，往後只支持藍光光碟為唯一認可的次世代光碟格式。                                                                                     |
| 2008年2月15日  | 美國最大型連鎖零售商沃爾瑪（Wal-Mart）宣佈，全線商店由6月開始只出售藍光光碟的播放器、影碟及相關產品，HD DVD的產品將會逐步撤離貨架。 |
| 2008年2月19日  | 東芝社長西田厚聰宣佈，公司決定停止所有HD DVD播放器及錄製器的開發，同時即時停產電腦及遊戲用HD DVD光碟機，並預定將在3月底結束所有HD DVD相關業務。隨著HD DVD領導者的退出，持續多年的次世代光碟格式之爭正式劃上句號，最終由藍光光碟勝出。 |
| 2009年12月17日 | 藍光光碟聯盟完成「Blu-ray 3D」規格，藍光光碟日後將會支援1080p全高清的3D畫像。。 |

## 聯盟董事會執行企業

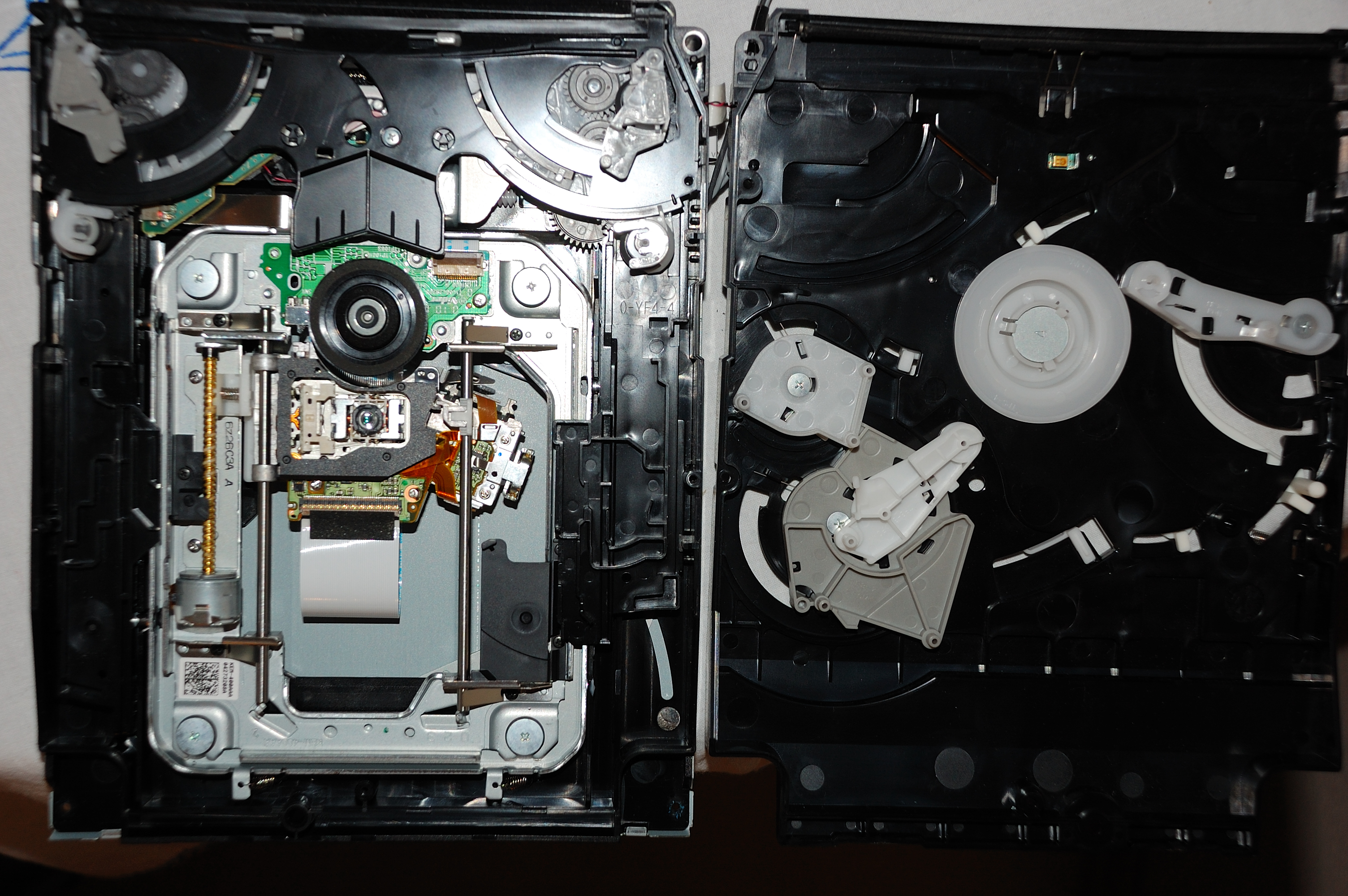
SONY PlayStation 3的藍光光碟裝置

- SONY
- 松下電器
- 三星電子
- 先鋒公司
- 三菱電機
- 飛利浦
- 日立
- LG電子（※）
- 湯姆遜（Thomson）（※）
- 蘋果公司
- DELL
- Sun Microsystems
- TDK
- 二十世紀福斯
- 華特迪士尼公司
- 華納兄弟
- HP（※）

（※）註明的企業同時為HD-DVD陣營成員

## 聯盟成員

### 電子產品企業
- JVC
- SHARP
- 宏碁（Acer）
- 華錄
- NEC Electronics（※）
- RICOH（※）
- 佳能（※）
- Fujifilm（※）
- 三洋電機（※）
- 聯想（Lenovo）（※）
- 其他

### 軟件及硬件開發企業
- Adobe Systems
- CyberLink
- Nero AG
- NVIDIA
- 其他

### 媒體製作及發行商
- 索尼影業（SONY Pictures Entertainment）
- 狮门娱乐
- 華納兄弟
- 新線影業（New Line Cinema）
- HBO
- MGM
- SONY BMG
- BMG JAPAN
- 環球唱片
- 日本索尼音樂
- TBS
- Geneon娛樂（※）
- 東映（※）
- 東寶（※）
- 萬代影視（※）
- GDH（※）
- 其他

（※）註明的企業同時為HD-DVD陣營成員

## 外部連結
- 藍光光碟官方網站 （页面存档备份，存于）
- 藍光光碟聯盟成員 （页面存档备份，存于）
- The Authoritative Blu-ray Disc (BD) FAQ Archive.today的存檔，存档日期2012-06-29 by Hugh Bennett